# Nebezpečný
Nebezpečný (v originále Dangerous) je akční thriller z roku 2021, který režíroval David Hackl a v hlavních rolích se objevili Scott Eastwood, Tyrese Gibson, Famke Janssen, Kevin Durand a Mel Gibson. Film byl uveden 5. listopadu 2021 a jedná se o pátý film, který Hackl režíroval.
Film byl produkován Kevinem DeWaltem, Benem DeWaltem a Dougem Falconerem pod hlavičkami Mind's Eye Entertainment a Falconer Pictures. Pro Douga Falconera to byl poslední film jako producenta – zemřel náhle v červenci 2021 ještě před uvedením filmu. Distribuce filmu v USA a ve Velké Británii byla zajištěna společností Lionsgate. Film získal od kritiků negativní recenze, zejména kvůli svému ději a akci.

## Děj
Dylan Forrester, psychopat a bývalý nájemný vrah, potlačuje své instinkty a užívá lithium pod dohledem Dr. Alderwooda. Poruší podmínku a odcestuje na Guardian Island, ostrov vlastněný jeho rodinou, aby se s ní usmířil po náhlé smrti svého bratra Seana. Jeho matka Linda ho za jeho skutečnou povahu nenávidí a vyzývá ho, aby odešel. Zatímco agentka Shaughnessyová se snaží Dylana vypátrat, šerif McCoy ho zatkne a zavře do ostrovního bunkru.
Na ostrov přistane "fixer" Cole se svou skupinou žoldáků a zabije šerifa McCoye. Dylan se spojí s hotelovou zaměstnankyní Jo a utečou. Dylan zabije dva Coleovy muže a začne podezírat, že Sean na ostrově skrýval něco, co Cole na ostrov přilákalo. Dylan a přeživší objeví tajný průchod, který Sean zřídil, a narazí na japonskou ponorku s Yamashitovým zlatem ukradeným během druhé světové války.
Coleovi žoldáci objeví tajný úkryt a začne přestřelka. Dylan a Massey se brání pomocí palubního děla ponorky. Cole vezme Lindu jako rukojmí a donutí Dylana pomoci ukrást mu zlato. Dylan odmítne a zlato, které Cole ukradl, hodí do vody. Shaughnessyová je postřelena a Cole se pokusí Lindu shodit do vody, ale Dylan ho zabije a matku zachrání. Přeživší opouštějí ostrov a Dylan si bere část zlata. V rozloučení s Dr. Alderwoodem v telefonátu Dylan vylévá své léky do oceánu.

## Obsazení
- Scott Eastwood jako Dylan „D“ Forrester
- Tyrese Gibson jako šerif McCoy
- Famke Janssen jako agentka Shaughnessyová
- Kevin Durand jako Cole
- Mel Gibson jako Dr. Alderwood
- Brendan Fletcher jako Massey
- Ryan Robbins jako Felix
- Brenda Bazinet jako Linda Forresterová
- Leanne Lapp jako Susan Forresterová
- Chad Rook jako Blanchard
- Brock Morgan jako Pike
- Destiny Millns jako Jo
- Atlee Smallman jako Freddie Forrester
- Jayce Barreiro jako sniper